# Michael Stuhlbarg
Michael Stuhlbarg (født 5. juli 1968) er en amerikansk teaterskuespiller, der også har medvirket i film, bl.a. Ridley Scotts Body of Lies , Coen-brødrenes A Serious Man og Men in Black 3.

## Filmografi
- Men in Black 3 (2012)
- Pawn Sacrifice (2014)
- Arrival (2016)
- The Shape of Water (2017)
- Call Me by Your Name (2017)
- The Post (2017)

## Ekstern henvisning
- Michael Stuhlbarg på Internet Movie Database (engelsk)
- Michael Stuhlbarg på Filmdatabasen
- Michael Stuhlbarg på Scope
- Michael Stuhlbarg på Svensk Filmdatabas (svensk)
- Michael Stuhlbarg på AlloCiné (fransk)
- Michael Stuhlbarg på AllMovie (engelsk)
- Michael Stuhlbarg på Turner Classic Movies (engelsk)
- Michael Stuhlbarg på Rotten Tomatoes (engelsk)
- Michael Stuhlbarg på The Movie Database (engelsk)
- Michael Stuhlbarg på Internet Broadway Database (engelsk)